# Родичі дружини
«Родичі дружини» (My Wife‘s Relations) — американська короткометражна кінокомедія Бастера Кітона 1922 року.

## Сюжет
Герой, випадково потрапляє в ЗАГС і йому доводиться одружитися з першою зустрічною, яка стояла поруч. Його майбутня дружина, це дуже темпераментна і бойова жінка, до того ж, у якої є величезне чоловіче сімейство. Прихопивши нового чоловіка, вона привела його жити до себе додому. Прийшовши і побачивши купу чоловіків, наш герой сторопів. Перші слова, які він почув, були недружелюбні і означали, що він і тижня у них не протягне. Але не тут то було.

## У ролях
- Бастер Кітон — чоловік
- Воллес Бірі — фотограф
- Монте Коллінз — батько
- Гаррі Медісон — брат
- Кейт Прайс — Кет, дружина
- Джо Робертс — брат
- Том Вілсон — брат